# 照光寺 (習志野市)
照光寺（しょうこうじ）は、千葉県習志野市東習志野にある浄土真宗本願寺派の寺院。

## 交通
- 京成本線実籾駅から徒歩約16分
- 京成バス東習志野６丁目バス停から徒歩約5分